# 畺良耶舍
畺良耶舍，Kālaṃ yaśas（कालम् यशस्, 383年—442年），意译作时称，西域人，南北朝刘宋时代译经家。

## 生平
畺良耶舍博通阿毘曇、律部，精通禪觀。劉宋文帝元嘉元年（424年）从西域赴建业，居钟山的道林精舍，译出《观无量寿佛经》、《观药王、药上二菩萨经》。元嘉十九年西游岷蜀弘法。后于江陵圆寂。